# Severn Suzuki
Severn Cullis-Suzuki (ur. 30 listopada 1979 w Vancouver) – kanadyjska działaczka na rzecz ochrony środowiska.

## Życiorys
Córka kanadyjskiego ekologa i genetyka Davida Suzuki oraz pisarki Tary Elizabeth Cullis. Jej przodkowie przybyli do Kanady z Japonii. Będąc uczennicą Lord Tennyson Elementary School, mając 9 lat, założyła organizację na rzecz ochrony środowiska ECO, zajmującą się nauczaniem młodych ludzi na temat ekologii. W 1992 roku, w wieku 12 lat, wraz z członkami ECO samodzielnie zebrała pieniądze, aby wziąć udział w Szczycie Ziemi w Rio de Janeiro. Na konferencję pojechała wraz z trzema młodymi członkami grupy: Michelle Quigg, Vanessa Suttie i Morgan Geisler. Podczas szczytu w swym przemówieniu Severn Suzuki przedstawiła kwestie ochrony środowiska z perspektywy młodzieży. Jej wystąpienie spotkało się z oklaskami delegatów i utrwaliło w historii za sprawą filmu „Dziewczynka, która na pięć minut zatrzymała świat” (ang. „The Girl Who Silenced the World for 5 Minutes”). W 1993 roku Program Środowiskowy Organizacji Narodów Zjednoczonych wyróżnił ją tytułem „Global 500 Roll of Honour”. W tym samym roku nakładem kanadyjskiego wydawnictwa Doubleday ukazała się jej książka „Tell the World” (ISBN 0-385-25422-9).
Severn Cullis-Suzuki jest główną bohaterką francuskiego filmu dokumentalnego z 2010 roku pt. „Severn, la voix de nos enfants” (fr. Severn, głos naszych dzieci)(reżyser Jean-Paul Jaud).